# Zoropsis saba
Espèce
Zoropsis saba est une espèce d'araignées aranéomorphes de la famille des Zoropsidae.

## Distribution
Cette espèce est endémique du Yémen.

## Description
Le mâle holotype mesure 9,6 mm et les femelles de 8,4 à 12,0 mm.

## Étymologie
Son nom d'espèce lui a été donné en référence au lieu de sa découverte, le royaume de Saba.

## Publication originale
- Thaler,  van Harten & Knoflach, 2006 : Zoropsis saba sp. n. from Yemen, with notes on other species (Araneae, Zoropsidae). Bulletin of the British Arachnological Society, vol. 13, p. 249-255.